# Гарцбургская модель управления
Гарцбургская модель управления (нем. Harzburger Modell) — это система управления путём делегирования полномочий и ответственности в рамках компании. Модель предполагает отказ от авторитарных форм управления.

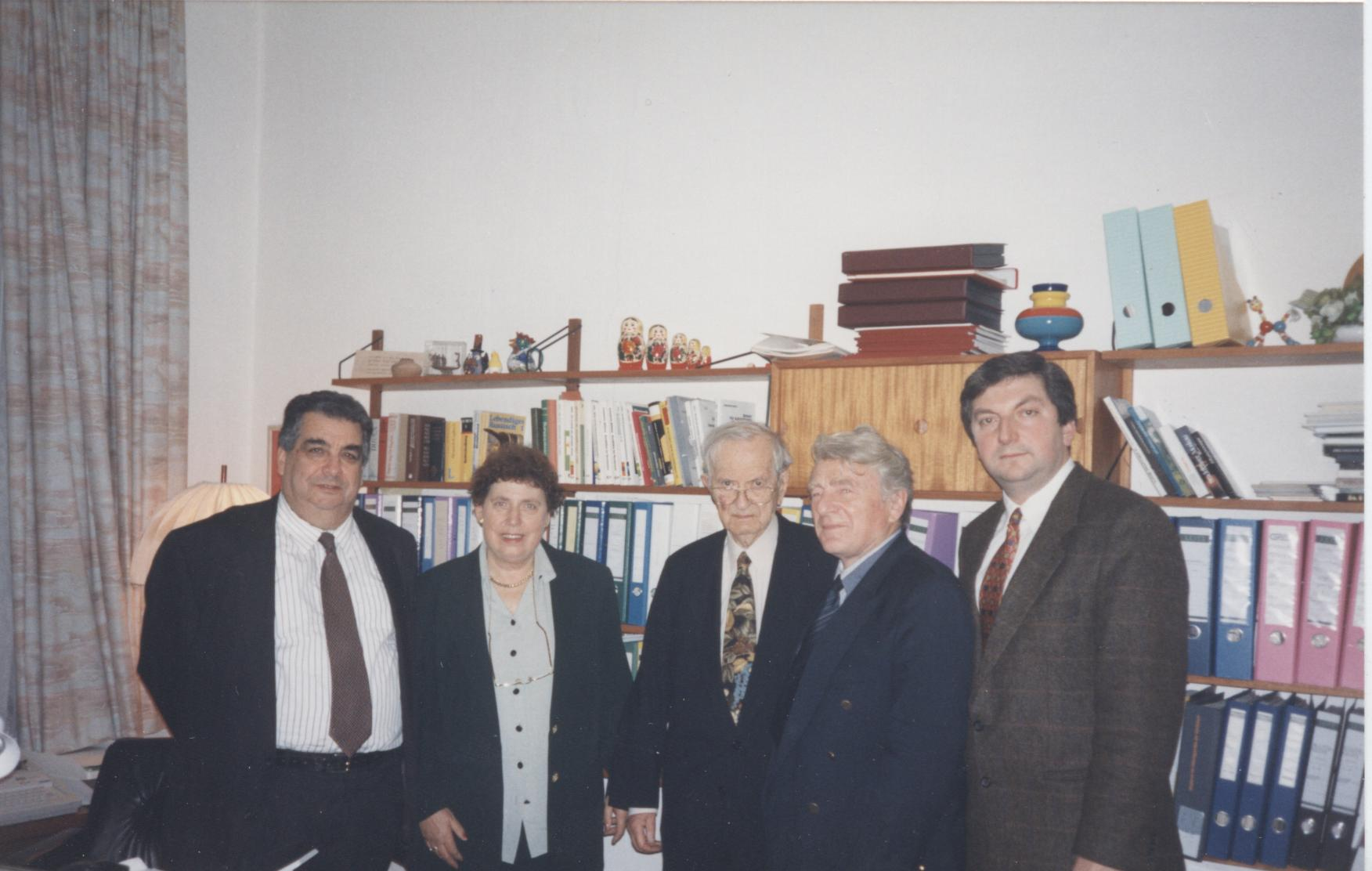
Рейнхард Хён и Гизела Бёме — создатели Гарцбургской модели управления с Академиком РАН Абелом Гезевичем Аганбегяном, д.э.н. Олегом Дмитриевичем Проценко и деканом Высшей школы корпоративного управления РАНХиГС д.э.н. Сергеем Огановичем Календжяном.

## Основные принципы
Идея — кооперативный стиль управления в противовес авторитарному:
- система делегирования полномочий и ответственности;
- мотивация сотрудников к самостоятельному принятию решений и креативному труду.

Разработка Гарцбургской модели была продиктована убеждением в том, что традиционный авторитарный стиль управления больше не соответствует демократическому общественному устройству, в частности требованиям и способностям современного высококвалифицированного и самостоятельно думающего работника.
Гарцбургская модель управления позволяет создать систему, в которой сочетаются свобода и порядок, а предоставленные полномочия сотрудникам самостоятельно действовать и принимать решения в рамках делегированных полномочий раскрывают их талант, инициативу и творческий потенциал. В то же время, базовые принципы контроля, заложенные в систему, страхуют от самоуправства и анархии.
Гарцбургская модель управления была разработана профессором Рейнхардом Хёном и Гизелой Бёме в 50-х годах в Академии экономики и управления AFW в Бад-Гарцбурге (Германия), впоследствии Академия AFW получила широкую известность во всем мире благодаря «Гарцбургской модели». Модель получила название «Гарцбургская» по имени города, где жили её авторы, и сыграла существенную роль в быстром и успешном восстановлении послевоенной экономики Германии.
По своему замыслу эта модель направлена на изменение поведения сотрудников через «руководство в единстве с сотрудниками». Каждому сотруднику необходимо дать конкретные задания и предоставить свою область деятельности. Задачи и компетенции целесообразно передавать на тот иерархический уровень организации, к которому они по своей сути принадлежат.

## Европейская практика
Гарцбургская модель управления сыграла важную роль в немецком «экономическом чуде», в AFW прошли обучение более 900.000 человек.
Модель получила развитие и имеет множество модификаций с учетом специфики стран и компаний. Одним из пионеров по применению Гарцбургской модели управления может считаться крупнейшая в Германии ALDI, которая в течение многих лет успешно использует её на практике. Об этом написано в книге Д. Брандеса об истории успеха этой торговой фирмы.
Опыт ALDI демонстрирует не только эффективность Гарцбургской модели управления, позволяющей руководителю и сотрудникам перейти от рутинных, стандартных операций к решению более сложных и творческих задач, но и разницу в практическом применении модели в зависимости от общего стиля руководства.
Важно отметить, что Гарцбургская модель эффективно работает не только в немецких компаниях, но и с успехом экспортируется в другие европейские страны. Это показывает анализ опыта компаний, ставших финалистами конкурса по управлению качеством. Этот конкурс ежегодно проводится Европейским фондом управления качеством EFQM, основанным в 1988 году и включающем на сегодняшний день более 800 известных компаний.

## Гарцбургская модель в России
В России в течение 19 лет Гарцбургская модель управления преподается на программах профессиональной переподготовки руководителей и специалистов «Евроменеджмент», по окончании программы в рамках сотрудничества ВШКУ РАНХиГС и AFW выдается Гарцбургский диплом AFW. Более 5000 российских руководителей и специалистов изучили и освоили на практике Гарцбургскую модель и получили немецкий диплом.
На русский язык переведены и используются 20 модулей немецких учебных материалов. Эти модули, раскрывают основные принципы управления путём делегирования полномочий и ответственности. Главное — имеется возможность практического внедрения.
Тесное сотрудничество и работа с профессором Рейнхардом Хёном позволили из «первых рук» перенять успешный опыт обучения персонала сотен немецких компаний. В 1994 г. была начата систематическая работа по организации и проведению учебных программ в России.
Огромная роль в продвижении Гарцбургской модели в России принадлежит г-же Гизеле Бёме. При её непосредственном участии проводились занятия в рамках программы «Евроменеджмент — Мастер делового администрирования для руководителей» Высшей школы корпоративного управления Академии народного хозяйства при Правительстве Российской Федерации. Академик А. Г. Аганбегян и профессор О. Д. Проценко оказали поддержку развитию учебных программ, основанных на системе делегирования полномочий и ответственности;«Мы имеем дело с прекрасно сбалансированной системой, состоящей из взаимосвязанных, взаимодополняющих и взаимовлияющих компонентов: принципы управления, деловое общение, коллегиальное сотрудничество и организационное проектирование.»

### Программа обучения «Евроменеджмент»
Новые подходы к обучению:
- учебные материалы нового поколения (не имеют аналогов)
- обучение как обмен опытом
- преподаватели выполняют роль консультантов и модераторов
- слушатели, на основе учебных материалов, составляют собственные кейсы и эссе по возможностям внедрения модели делегирования в своих компаниях

В результате обучения слушатели разрабатывают «дорожную карту» изменений в практике менеджмента своих предприятий.

### Базовые учебные тетради
- Система эффективного управления: теория и практика применения делегирования полномочий и ответственности (3 тетради)
- Описание рабочих мест при делегировании полномочий и ответственности
- Анализ конкретных ситуаций по делегированию полномочий и ответственности (14 кейсов)

## Лучшие практики внедрения модели
Реальные истории успеха слушателей в развитии практики менеджмента их компаний — свидетельство эффективности модели в российских условиях.
ООО «Ренавтоцентр» — официальный дилер ОАО «Камаз», г. Набережные Челны. Широкая сеть филиалов и сервисных центров
Основное направление деятельности — обеспечение потребителей автомобильной техникой и запасными частями. Прочные позиции на российском рынке уже более 20 лет. 

Результаты внедрения:
- Существенное повышение эффективности работы и управляемости компании;
- Высвобождение руководства от рутинной работы для решения стратегических задач;
- Перегруппировка персонала, освобождение от сотрудников, которые не готовы меняться и принимать на себя ответственность.

АО «Темірбанк» успешно работает в Казахстане с 1992 года. Центральный офис расположен в городе Алматы, сеть Банка насчитывает 21 филиал. Результаты по итогам внедрения Гарцбургской модели:
- Исключены лишние уровни структуры, на которых происходило «застревание» информации, повысилась оперативность работы;
- Налажены горизонтальные коммуникации в департаменте;
- Оптимизирован фонд оплаты труда;
- Назначен заместитель директора департамента, который может легко замещать своего руководителя;
- Не проводится незапланированных встреч и совещаний, которые возникали ранее на почве конфликтов;
- Директор департамента может контролировать сроки и статус выполнения тех задач, которые стоят перед подразделением.